# Primeira Guerra Civil de Samoa
Primeira Guerra Civil de Samoa refere-se ao conflito entre facções rivais samoanas nas Ilhas de Samoa no Pacífico Sul. A guerra foi travada aproximadamente entre 1886 e 1894, principalmente entre os samoanos lutando sobre se Malietoa Laupepa ou Mata'afa Iosefo deveriam ser Rei de Samoa. No entanto, os militares alemães intervieram em várias ocasiões. Houve também um impasse naval entre os Estados Unidos, a Alemanha e o Reino Unido. Depois que um ciclone em Apia em 1889, que destruiu seis dos navios alemães e estadunidenses estacionados em Samoa, os três países decidiram que Malietoa seria o Rei.

## Contexto
A Alemanha lutava em Samoa em defesa de Tamasese, a sua escolha para Tafa'ifa, o Rei de Samoa, depois que o rei reinante Malietoa Laupepa foi usurpado e exilado. Tamasese e seus aliados alemães enfrentavam uma facção rival, chefiada pelo popular chefe samoano Mata'afa Iosefo. A Alemanha visava expandir seu novo império e seus interesses comerciais. Os Estados Unidos, também procurando proteger os seus interesses comerciais em Samoa, enviaram três navios de guerra — o USS Vandalia, o USS Trenton e o USS Nipsic — para monitorar a ilha. A Grã-Bretanha também enviou um navio para proteger seus interesses, o HMS Calliope.

## Guerra
As tensões aumentaram com os Estados Unidos, depois que um bombardeio alemão as aldeias rebeldes de Mata'afa também provocaram a destruição de bens pertencentes aos estadunidenses em 1887. Uma batalha em Vailele, em setembro de 1888, após bombardeio alemão de suas aldeias rebeldes, resultou nos guerreiros de Mata'afa destruindo um contingente alemão invasor e saqueando suas plantações.  Durante a guerra, os navios alemães, estadunidenses e britânicos ficaram em um impasse naval conhecido como a Crise de Samoa. As três potências ocidentais concordaram finalmente que Malietoa Laupepa seria restaurado como Rei de Samoa em 1889 depois que um ciclone destruiu dois navios de guerra estadunidenses  e alemães no porto de Apia, interrompendo as hostilidades entre as potências.  No entanto, o conflito em Samoa continuou até 1894, quando Malietoa se tornou rei novamente.

## Consequências
Nove anos depois, com a morte de Malietoa, as hostilidades começaram novamente em 1898 na Segunda Guerra Civil de Samoa. No entanto, esse conflito seria rapidamente interrompido pela divisão do arquipélago na Convenção Tripartite de 1899.